# Mladi hrvatski liberali
‎
Mladi hrvatski liberali (kratica: HSLS, engl. Young Croatian Liberals, njem. Junge Kroatische Liberale) je politički podmladak Hrvatsko-socijalno liberalne stranke (HSLS). Osnovani su 1992. godine s ciljem promicanje liberalne ideje među mladim ljudima. Predsjednik organizacije je Goran Romek (Bjelovar), potpredsjednici su Hrvoje Bašić (Split), Stjepan Ostović (Gospić), Bernardo Šunjić (Ploče) i Daniel Majer (Požega). Glavna tajnica je Ivona Takač (Požega), a međunarodni tajnik Valentina Perak (Zadar).

## Povijest Mladih hrvatskih liberala
Mladi hrvatski liberali kao podmladak HSLS-a osnovani su 13. lipnja 1992. godine. Za prvog predsjednika MHL-a izabran je Tomislav Stojak iz Zagreba. Osnivanju MHL-a prethodila je akcija prikupljanja pomoći za Hrvatsku vojsku u jesen 1991. godine.
Na Saboru MHL-a u Rijeci 1994. godine, za predsjednika MHL-a izabran je Roko Vuletić iz Omiša. On ostavku podnosi 1995. godine, te je na izvanrednom Saboru MHL-a u veljači 1996. godine za predsjednika izabran Boris Hajduković iz Osijeka. Za vrijeme unutarstranačkih sukoba poznatijih kao sukob Budiša-Gotovac, Hajduković se priklanja Gotovčevoj frakciji, koja je poražena na stranačkom saboru. Dolazi i do 7. izvanrednog Sabora MHL-a u Zagrebu u studenom 1997. godine, kada je za predsjednika izabran Zdravko Vukić iz Našica. Nakon pobjede Dražena Budiše za predsjednika HSLS-a, uslijedila je reorganizacija MHL-a, osnovani su brojni ogranci širom Hrvatske. MHL je postao punopravni član Hrvatskog saveza mladeških udruga, a obnovljena su članstva s IFLRY-jem i LYMEC-om. Održane su i brojne akcije kao pomoć knjižnici grada Vukovara.
U srpnju 2000. godine, u Zagrebu, nakon pobjede koalicije HSLS-SDP, održan je Sabor MHL-a na kojemu je za predsjednika ponovno izabran Zdravko Vukić, izabrana su četiri potpredsjednika, glavni tajnik Nikola Bunčić te članovi Velikoga vijeća MHL-a. Nakon odlaska Dražena Budiše u ljeto 2001., u jesen iste godine vodstvo MHL-a zatražilo je njegov povratak što se dogodilo na saboru HSLS-a u veljači 2002. godine. Iste je godine održan i drugi Sabor MHL-a izvan Zagreba, u Slavonskom Brodu, gdje je za predsjednika ponovno izabran Zdravko Vukić, a za glavnog tajnika Ivo Belavić. MHL dobiva svoje predstavnike u Velikom vijeću HSLS-a, kandidate na listama na parlamentarnim izborima, te mnoštvo kandidata na listama na lokalnim izborima. Pokreće se i glasilo MHL-a "Libertas", internet stranice te mnoge publikacije koje su promovirale liberalnu ideju među mladima, te HSLS kao stranku.

## Ciljevi
Ciljevi djelovanja MHL-a su:
- djelatna skrb za slobode i prava mladih i studenata kroz predstavljanje i promicanje interesa mladih u HSLS-u i u društvu
- djelatna skrb za standard i socijalni status mladih i studenata
- sudjelovanje u radu HSLS te djelatni utjecaj na problematiku od interesa za mlade
- poticanje svojih članova na aktivno sudjelovanje u radu HSLS
- suradnja sa studentskim, mladeškim organizacijama i nevladinim organizacijama u Hrvatskoj i inozemstvu, suradnja s drugim organizacijama koje djeluju po načelima jednakosti i slobode svakog pojedinca, emokracije, solidarnosti i liberalizma
- zalaganje za kreativnost i različite životne stilove mladih, te podupiranje raznolikosti opredjeljenja u bilo kojem pogledu.

## Ustrojstvo organizacije
Mladi hrvatski liberali interesni je organizacijski oblik HSLS-a koji djeluje potpuno samostalno u okviru Statuta i programa HSLS-a.
Najviše izvršno tijelo MHL-a je Predsjedništvo koje se sastoji od predsjednika, četiri potpredsjednika, glavnog tajnika, međunarodnog tajnika i članova Predsjedništva. Za svoj rad Predsjedništvo, koje koordinira i provodi cjelokupnu politiku MHL, odgovara Saboru - najvišem tijelu MHL-a. 
Na Saboru MHL-a koji se održava svake dvije godine biraju se Središnje vijeće, koje obavlja rad i donosi odluke od općeg značaja između dva Sabora, i Nadzorni odbor, koji ocjenjuje jesu li odluke tijela i ogranaka MHL-a u skladu s Pravilima o radu i drugim aktima MHL-a.
MHL djeluje u 14 županijskih i oko 60 gradskih i općinskih organizacija – ogranaka.
MHL ima vrlo stjesnu suradnju s Liberalnom studentskom asocijacijom (LSA), koja je udruga liberalno orijentiranih studenata osnovana u prosincu 1994. godine.

## Članstvo u međunarodnim organizacijama
MHL je od prosinca 2007. članica Mladih europskih liberala (LYMEC), podmladak Europske liberalne stranke. 
MHL i LSA su članice regionalne organizacije Inicijative južno-istočnih europskih liberala (ISEEL). 

## Poveznice
- Hrvatska socijalno-liberalna stranka
- Politički podmladak

## Vanjske poveznice
http://www.mhl.hsls.hr  Arhivirana inačica izvorne stranice od 27. ožujka 2013. (Wayback Machine) Mladi hrvatski liberali